# Wilhelm Knöpfelmacher
Wilhelm Knöpfelmacher (* 25. August 1866 in Boskowitz, Mähren; † 14. April 1938 in Wien) war ein österreichischer Kinderarzt.

## Leben
Wilhelm Knöpfelmacher war der Sohn des Nikolsburger Rabbiners Joseph Knöpfelmacher. Knöpfelmacher studierte an den Universitäten Prag und Wien Medizin. 1891 wurde er an der Universität Prag promoviert. Nach einigen Jahren als Assistenzarzt in der Inneren Medizin, wechselte Knöpfelmacher 1894 an das Karolinen-Kinderspital. 1901 habilitierte er sich und übernahm die Leitung des Spitals, das er bis zum Ruhestand 1934 leitete. Ab 1911 war er außerordentlicher Professor für Kinderheilkunde an der Universität Wien. Nach dem „Anschluss“ Österreichs im März 1938 war Knöpfelmacher, der jüdischen Glaubens war, antisemitischen Repressalien ausgesetzt. Er wurde am 2. April 1938 von einem Mob gezwungen, vor dem Sanatorium Fürth den Fußweg zu schrubben. Am 14. April 1938 beging er Suizid. 1918 hatte Knöpfelmacher zu den Unterzeichnern eines Bekenntnisses der Juden in Deutschösterreich zum Deutschtum gehört.
Wilhelm Knöpfelmacher war Mitherausgeber der Monatsschrift für Kinderheilkunde und Autor zahlreicher Fallberichte und Buchkapitel.
Zu Knöpfelmachers Schülerinnen zählt die Wiener Kinderärztin Gertrud Bien (1881–1940), der nach dem „Anschluss“ die Flucht über London in die USA gelang. Auch Gertrud Bien war jüdischen Glaubens.

## Veröffentlichungen (Auswahl)
- Erkrankungen der Neugeborenen. In: Meinhard von Pfaundler, Arthur Schloßmann: Handbuch der Kinderheilkunde. Band 1, Vogel, Leipzig 1910.
- mit Gertrud Bien: Untersuchungen über die Nabelkoliken älterer Kinder. Aus dem Karolinenspitale in Wien (Direktor: Prof. Dr. W. Knoepfelmacher). Separatabdruck aus: Wiener medizinische Wochenschrift. Wien: Verlag von Moritz Perles k.u.k. Hofbuchhandlung 1915.
- Säuglings- und Kinderpflege. In: Anton Bum (Hrsg.): Handbuch der Krankenpflege.  Urban & Schwarzenberg, Berlin, Wien 1917.